# Tele Rebelde
Tele Rebelde es un canal de televisión abierta cubano de perfil deportivo, el segundo canal de la empresa pública Televisión Cubana. Surge a partir del 22 de julio de 1968 producto de la fusión del Canal 2 en La Habana y Tele Rebelde en Santiago de Cuba. Transmite 15 horas diarias, la mayor parte de su programación son eventos deportivos en vivo entre los que destacan los Juegos Olímpicos, Juegos Multideportivos menos importantes y la Serie Nacional de Béisbol.

## Historia
El 22 de julio de 1968, el Gobierno comunista cubano inauguró la televisión en Santiago de Cuba, con un nuevo canal denominado Tele Rebelde y que emitía su señal para la antigua provincia de Oriente. Su primera transmisión se realizó desde el Anfiteatro, un escenario construido frente a la terminal provincial de ómnibus, muy cerca del Hospital de Maternidad y, desde allí, se transmitió la presentación de la obra Meñique del Teatro Guiñol de Oriente. Su función era reflejar el acontecer cultural, político y social del Oriente y hacer transmisiones para dar a conocer los logros de esta región del país.
Su programación estaba diseñada con programas de corte generalista y solía emitir seis horas diarias de lunes a sábado, y los domingos a partir de la 1:00 p m. En abril de 1979, Tele Rebelde empezó a emitir en el canal 2 de La Habana con algunos de sus programas y el noticiero de Oriente. También en ese año se inauguró el nuevo estudio n.º 2.
El 16 de abril de 1986, con la creación en el país de la red de telecentros (centrales regionales de televisión), es lanzado Tele Turquino, canal con programación generalista. En 2007, el canal comenzó a transmitir en el satélite Hispasat. Desde el 1 de abril del 2013 se especializa en Deportes.

## Críticas
El narrador y comentarista deportivo de la radio y la televisión cubana, Renier González, respondió en redes sociales a los comentarios de usuarios decepcionados e indignados con la decisión del Canal Tele Rebelde de no transmitir partidos de fútbol de ligas europeas y la Champions League.
“Pues si no quieres ver ningún cubano, estás viendo el Canal equivocado y ya no tenemos más nada que decir. Tele Rebelde no es para ti. Que tengas buenas tardes”, contestó el comentarista deportivo que, en temporadas pasadas narraba todos los partidos de fútbol que transmitía el canal, incluidos los de la máxima competición europea.
En los últimos años, son muchos los aficionados cubanos que se han sentido identificados con equipos y estrellas del fútbol europeo, cuyos partidos retransmitía en abierto la televisión cubana.
Con la decadencia de la liga cubana de pelota y la pérdida creciente de público para el deporte nacional, la televisión cubana encontró en las retransmisiones del fútbol europeo un bálsamo para los espectadores amantes del deporte.
Messi y Cristiano Ronaldo, al igual que el Barcelona o el Real Madrid, devinieron en ídolos deportivos para la afición cubana. Sus equipos empezaron a ser seguidos por unos ‘hinchas’ cubanos que cada vez más se permeaban de una cultura futbolística que no existía en la isla.
Sin embargo, cambios en los contratos de retransmisión de la UEFA, junto a la grave crisis económica que atraviesa Cuba, hicieron que las autoridades del antiguo Instituto Cubano de Radio y Televisión (ICRT), eliminasen de su parrilla deportiva los partidos del fútbol europeo que antes retransmitían ampliamente, sin que nunca se hicieran públicos los contratos firmados por dicha institución para obtener estos derechos de emisión.
Conscientes del malestar generado por la decisión de no emitir los partidos de fútbol, el monopolio estatal de la televisión cubana hizo esfuerzos por transmitir en vivo el debut del futbolista argentino Lionel Messi con el club deportivo francés Paris Saint-Germain (PSG), al cual llegó después de una carrera de toda la vida en el FC Barcelona, club en el que llegó a convertirse en uno de los mejores jugadores de la historia.
A finales de mayo, la TV cubana comunicó que no contaba con dinero suficiente para asumir la trasmisión de la Eurocopa y la Copa América de fútbol, provocando numerosas críticas de los seguidores de ese deporte en la isla.
“Debido a la tensa situación financiera que hoy vive el país, afectada aún más por la pandemia de COVID-19, no contamos con los fondos necesarios para adquirir los derechos de trasmisión de ambos eventos”, dijo en un comunicado el canal televisivo Tele Rebelde, que trasmite las competiciones deportivas en el país.
Ante la noticia, algunos internautas alegaron que el verdadero motivo es que este año el tema oficial de la Copa América es una versión de 'La Gozadera', que popularizara tiempo atrás el dúo Gente de Zona, cuyos integrantes participaron en la canción Patria y Vida que tanto molesta al régimen cubano. Sin embargo, en junio el ICRT informó que “tras un acuerdo con las empresas dueñas de los derechos de transmisión, la Copa América se emitirá íntegramente por Tele Rebelde”.
“El problema no es el fútbol como lo quieren hacer ver Uds. El problema es que nos quieren obligar a ver 50 juegos de pelota de un torneo Sub-23 y de otros más que no tienen ningún atractivo. Solo cuando juega Cuba genera un poco de interés”, consideró un usuario.
“Si no quieren que critiquen por lo menos tengan la virtud de poner el mejor béisbol del mundo, y a lo mejor no los critican tanto. Y respondiendo al otro post, si Tele Rebelde fuera un canal privado ya se hubiesen ido a la quiebra de la cantidad de basura que ponen, pero es un canal público pagado por todos los cubanos”, añadió.
La polémica desatada tras la decisión del ICRT y los tuits del comentarista deportivo, provocó decenas de respuestas airadas de los aficionados cubanos al fútbol, que sienten que forman parte de un número significativo de espectadores a los que las autoridades han dejado marginados en un presunto afán de promover el deporte nacional y ocultar los problemas financieros por los que atraviesa el ente público. “No puedo creer que una persona diga que aquí la minoría ve fútbol. Es como decir que el país está perfectamente, sin ningún problema. En fin, ojalá esto nunca de un giro de 360º porque estos comentarios han enfurecido a millones (que para ti es la minoría) de jóvenes”, consideró uno de los afectados.
“Pues en mi cuenta hablo de lo que quiera y el que no esté de acuerdo, tiene la puerta abierta para marcharse”, contestó González, quien, a pesar de su condición de servidor y figura pública, desplegó una frenética actividad en redes sociales, marcada por los insultos y los desplantes a una audiencia que tiene al fútbol internacional entre sus preferencias.
No es la primera vez que los comentarios de González provocan la ira y el bochorno de los telespectadores cubanos. En julio de 2016, unas declaraciones suyas sobre Messi –compartidas a través de redes sociales– provocaron la indignación de los aficionados al fútbol por ofensivas y de mal gusto.

## Programación

### Programación actual
- Noticiero nacional deportivo
- Bola viva
- Confesiones de grandes
- A todo motor
- Gol 360
- Vale 3
- Resumen Bundesliga
- Meridiano deportivo
- Al duro y sin guante
- Glorias deportivas
- Swing completo
- Estocada al tiempo
- Pulso deportivo
- Fútbol internacional
- Fútbol por dentro
- Zona Mixta
- DeporClip
- Cine Gol
- Jugada Perfecta

Puedes ver la programación diaria en el sitio web: https://www.tvcubana.icrt.cu/cartelera-de-la-tv-cubana/telerebelde

### Fútbol
- LaLiga Santander
- Eurocopa
- Copa América
- Clasificación de Concacaf para la Copa Mundial de Fútbol
- Copa Mundial de Fútbol

### Béisbol
- Serie Nacional de Béisbol
- Clásico Mundial de Béisbol

### Otros eventos
- Juegos Olímpicos de la Juventud 2023
- Juegos Olímpicos de París 2024
- Juegos Panamericanos de 2023
- Juegos Centroamericanos y del Caribe de Barranquilla 2018
- NHL
- Euroleague
- NFL
- MotoGP
- Fórmula 1
- Fórmula V8 3.5
- IndyCar Series
- Liga Italiana de Voleibol
- Giro de Italia
- París-Tours
- Tour de California
- Tour de Francia
- Vuelta a España
- NBA
- Wimbledon
- Liga de las Américas
- AmeriCopa FIBA
- Caribebasket
- Centrobasket
- WBSC Premier 12
- Rally Dakar

## Periodistas
- Carlos A. González
- Yisel Filiú
- Niurka Talancón
- Aurelio Prieto
- Guillermo Benítez
- Ernesto Ruiz Ramos
- Roberto Partagás
- David Rodríguez
- Hitchman Powell
- Arelia Beitras
- Karlienys Calzadilla

## Comentaristas
- Renier González
- Evyan Guerra
- Sergio Ortega
- Ángel Luis Fernández
- Osmany Torres
- Camilo Perez Perez
- Rodolfo García
- Luisa Fernanda
- Reynier Batista
- Yimmy Castillo
- Marcial Hernández
- 🇨🇺Boris Luis Leiva